# 칼례타 (마데이라 제도)

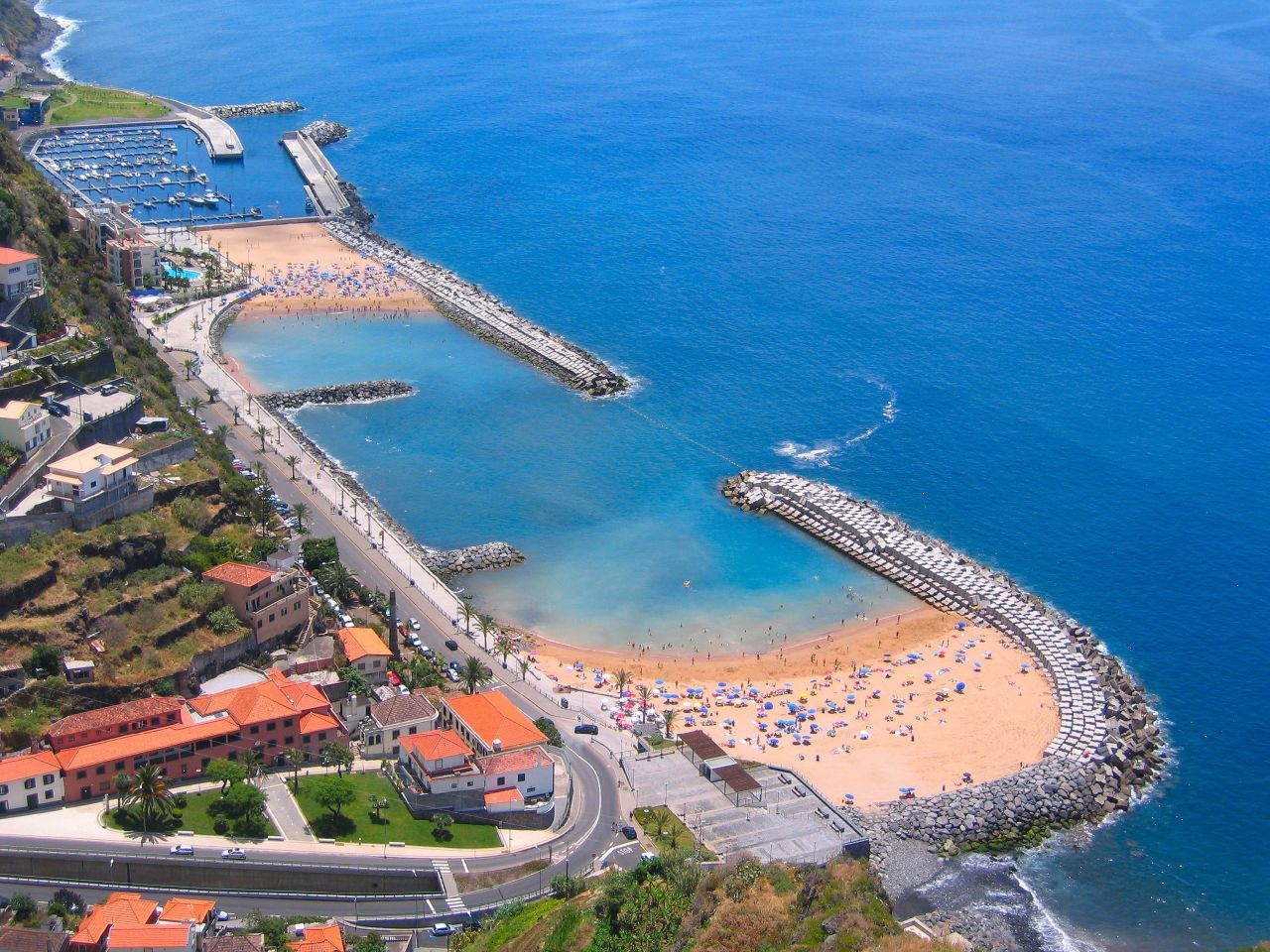
칼례타

칼례타(포르투갈어: Calheta)는 포르투갈 마데이라 제도의 섬 중 하나인 마데이라섬의 주요 도시이다. 면적은 111.50km2, 인구는 2011년 기준으로 11,521명이다.